# Гвоздец
Гвозде́ц (укр. Гвізде́ць) — посёлок городского типа Коломыйского района Ивано-Франковской области, Украина. Административный центр Гвоздецкой поселковой общины. Посёлок расположен на правом берегу реки Чернява — притока Прута в 20 км от Коломыи, в 22 км от Городенки.

## История
Точная дата основания Гвоздца неизвестна. В письменных документах XIV века Гвоздец вспоминается как значительное поселение. Первое упоминание относится к 1373 году. Согласно некоторым историческим трудам, это поселение существовало ещё в XIII—XIV веке.

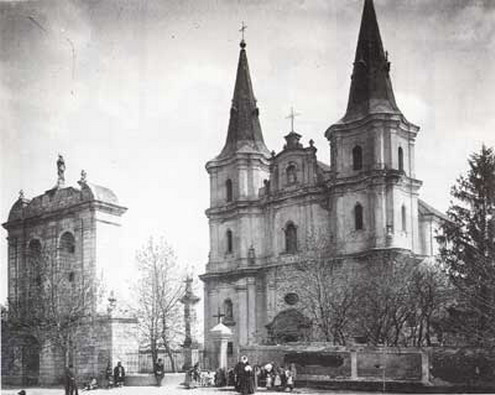
Костел святого Антония, XX ст.

Некий Васко Пептукович указан как обладатель поселения, начиная с 1416 года.
С 1520 до 1531 находился под властью молдавских господарей. В 1540 получил магдебургское право.
Теодорик Потоцкий в письме, датированном 28 августа 1648 года, к шляхте этой земли призывает сформировать отряд против крестьян-бунтовщиков.
В 1765 году Гвоздец был, в основном, еврейским городком. Евреев проживало здесь 541 человек, что составляло примерно 60 % населения.
Райцентр — с 1940 по 1962 год.
В январе 1989 года численность населения составляла 2108 человек.
На 1 января 2013 года численность населения составляла 1943 человек.

## Достопримечательности
- Памятник архитектуры — комплекс сооружений бернардинского монастыря: костёл (1723—1735), кельи и колокольня (1723).

- В Гвоздце около 1640 года была построена деревянная синагога с окрашенным сводчатым потолком. Синагога была сожжена в 1942 году нацистами, но свод был реконструирован в 2013 году и находится в Музее истории польских евреев в Варшаве.

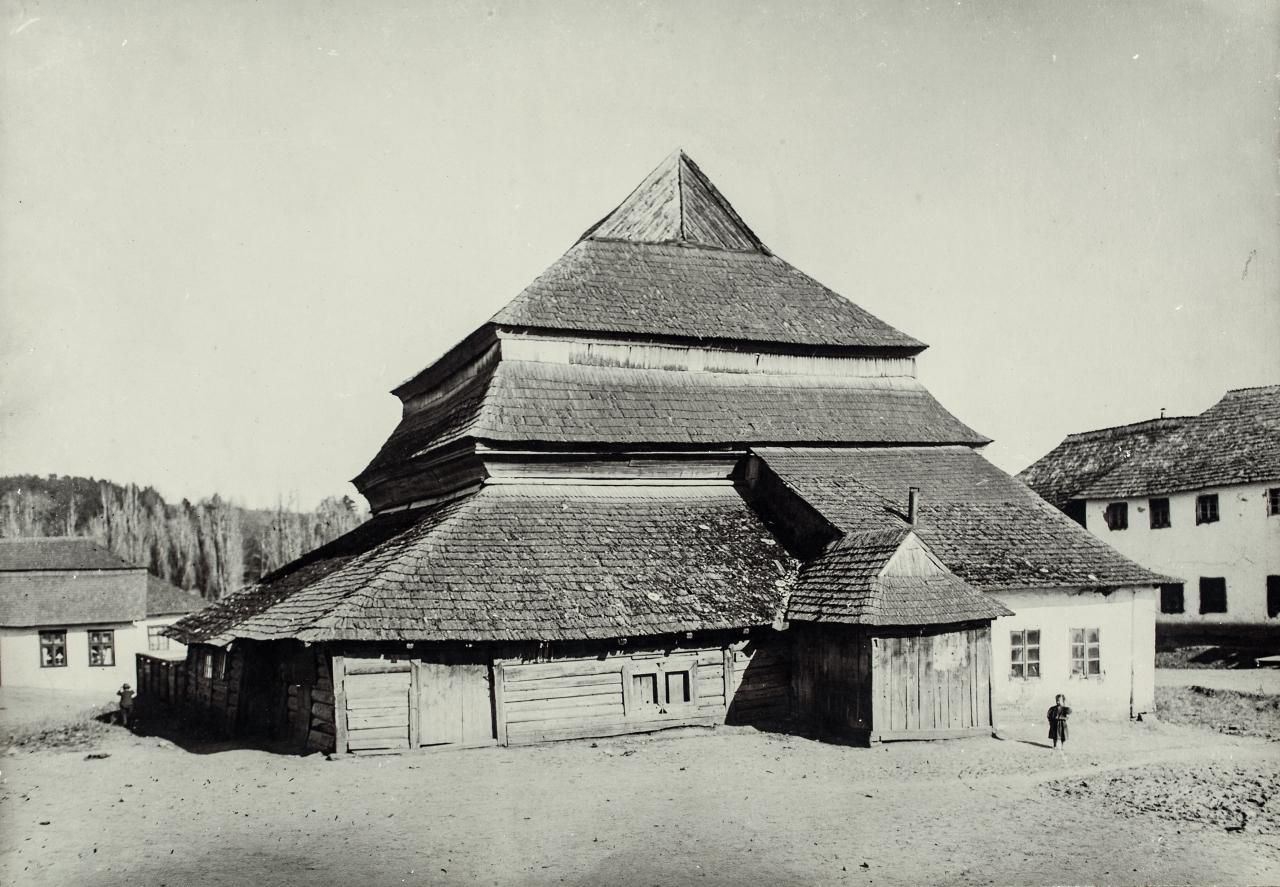
Синагога в межвоенное время
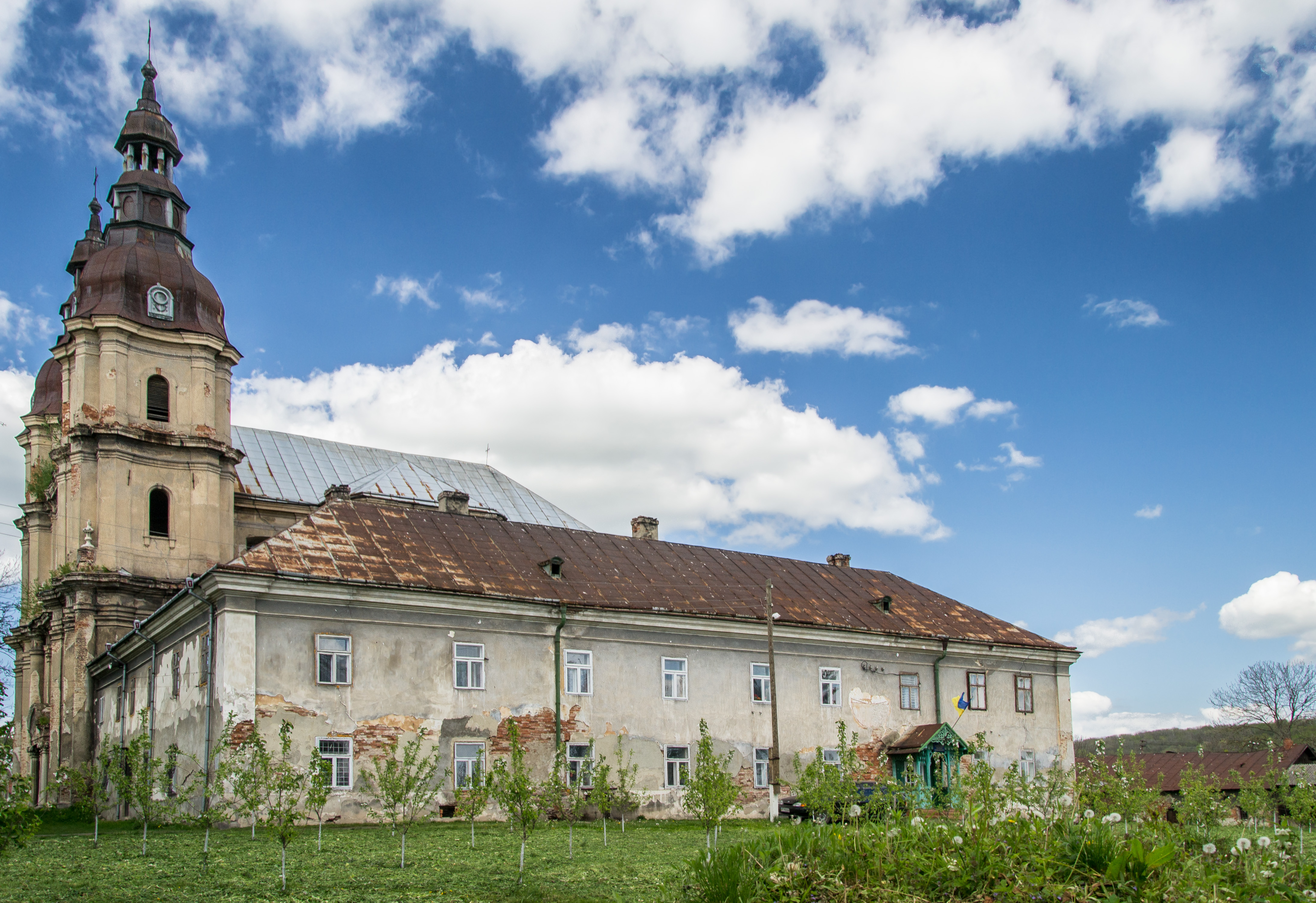
Комплекс сооружений Бернардинского монастыря
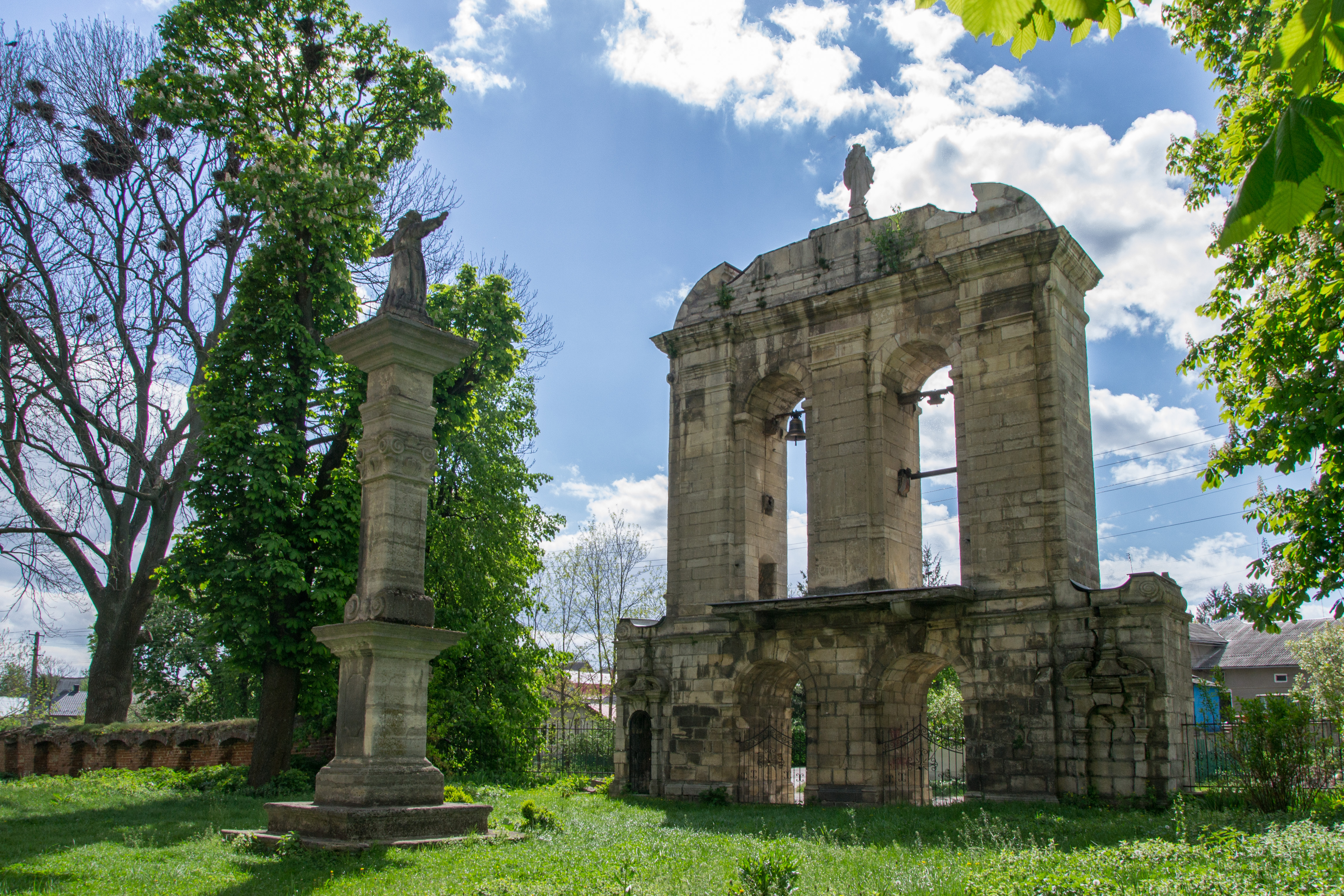
Надвратная звонница
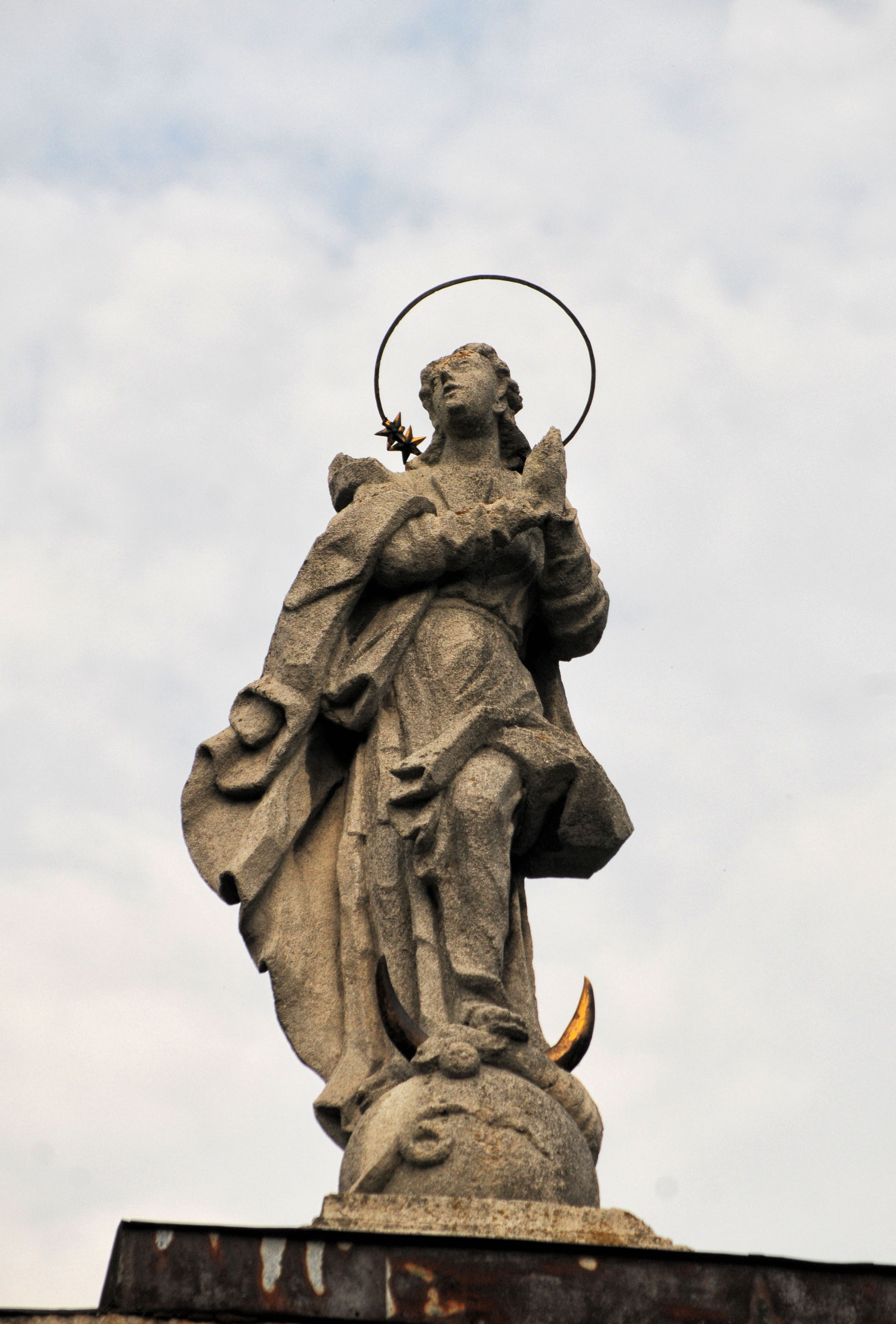
Скульптура у костёла

## Персоналии
- Родился краковский кардинал Ян Пузына (1842—1911).
- Родился художник Ярослав Пстрак (1878—1916).
- Родился в 1922 году польский кинорежиссёр Ежи Кавалерович.
- Проживал и окончил школу Бызов, Владимир Фёдорович (1937—2011) — президент Академии горных наук Украины, профессор, доктор технических наук, ректор Криворожского технического университета.
- Родился в 1976 году Шевченко, Андрей Витальевич — украинский журналист, телеменеджер, политик и народный депутат Украины V—VI созывов.
- Во время освобождения посёлка Гвоздец погиб Герой Советского Союза Н. Скачков.